# Пінакотека Тозіо-Мартіненго
Пінакотека Тозіо-Мартіненго (італ. Pinacoteca Tosio Martinengo) — картинна галерея в місті Брешія, в основу котрої покладені дві великі мистецькі колекції графа Тозіо та графа Мартіненго.

## Історія
В місті були дві значимі приватні збірки творів мистецтва. Одна з них належала графу Паоло Тозіо. 1851 року збірка графа Тозіо стала надбанням міста Брешія. Збірка демонтсрувалась в палаці Тозіо, куди також почали передавати картини з зачинених церков та малих приватних збірок.
Прихильник старовинного истецтва, граф Тозіо передав місту також влсну колекцію друкованої графіки (Альбрехт Дюрер, Маркантоніо Раймонді, Мартин Шонгауер, Рембрандт тощо.) Збірка друкованої графіки була доведена до майстрів 19 століття.
1884 року граф Леопардо Мартіненго Да Барко передав у подарунок місту власний старовинний палац, приватну бібліотеку, наукову колекцію та колекцію творів мистецтва. До палацу Мартіненго перевезли і твори мистецтва з палацу Тозіо. Серед незвичних експонатів пінакотеки — фантазійні картини італійського художника Антоніо Разіо «Чотири сезони», котрий був послідовником уславленого Джузеппе Арчімбольдо.
Картинну галерею відкрили для відвідин 1908 року. В пінакотеку почали переходити як окремі твори мистецтва, так і колекції. Серед значимих для пінакотеки і міста була збірка Фе Остіані, котра мала живопис художників Китаю та Японії на папері та шовку, що створило альтернативу художнім колекціям італійських майстрів, котрі переважали в збірках пінакотеки. Збірка Камілло Броццоні принесла в художній музей колекцію старовинного венеційського скла.
Старе приміщення пінакотеки на початку 21 століття було зачинене для зміцнення фундаментів, а частка картин передана тимчасово на експонування у інші музеї міста. Відкриття пінакотеки заплановано на кінець 2017 року.

## Обрані твори

### 14-15 століття
- Паоло Венеціано. Частини поліптиха «Святі Косма і Даміан»
- Антоніо Чіконьяра. «Святий Георгій рятує принцесу», кінець 15 ст.
- Вінченцо Фоппа. Вівтар делла Мерканція
- Франческо Франча. «Мадонна з немовлям і Іваном Хрестителем дитиною»

### 16 століття

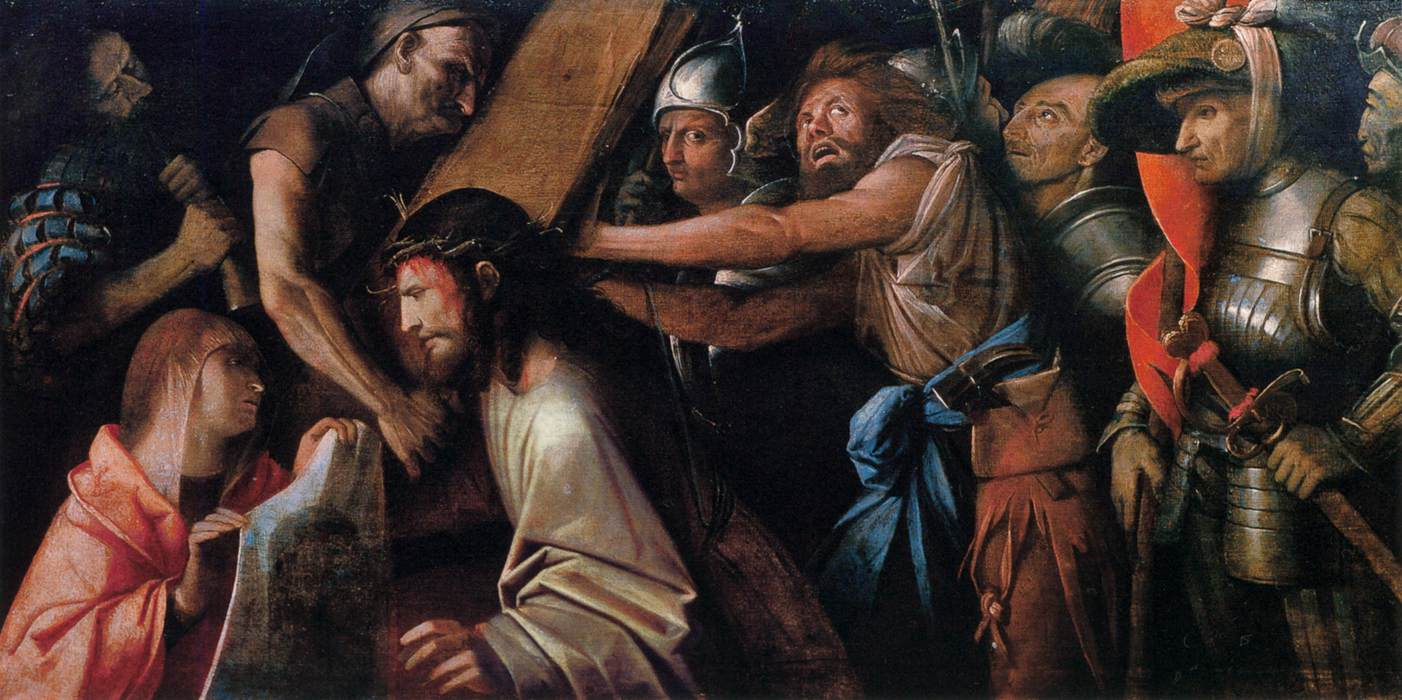
Джованні Каріані. «Шлях на Голгофу зі св. Веронікою», до 1525 р. Пінакотека Тозіо_Мартіненго.

- Андреа Соларіо. «Шлях на Голгофу з ченцем картузіанцем»
- Лоренцо Лотто. «Поклоніння пастухів немовляті Христу», бл. 1534 р.
- Рафаель Санті. «Янгол»
- Джованні Джироламо Савольдо. «Флейтист». 1540 р.
- Джироламо Романіно, вівтар Сан Доменіко, вівтар Авгадро
- Джованні Каріані. «Шлях на Голгофу зі св. Веронікою», до 1525 р.
- Каллісто Пьяцца. «Полоніння немовляті Христу», 1525 р.
- Джованні Баттіста Мороні, портрети
- Антоніо Кампі. «Сусанна і старці», середина 16 ст.
- Якопо Тінторетто
- Софонісба Ангвіссола

### 17 століття
- Ніколя Турньє. «Флейтист»
- Лука Джордано. «Демокріт»
- Антоніо Чіфронді.

### 18 століття
- Джакомо Черуті. «Зустріч з жебраками в лісі», друга половина 1720-х рр.

### 19 століття
- Андреа Аппіані. «Туалети Юнони, дружини Юпітера»
- Еліо Сала. «Пія де Толомеї», героїна Данте.
- Модесто Фаустіні.
- Пеладжо Пеладжі.
- Франческо Філіппіні.
- Ібрагім Кодра. "Фігура геометричних циліндричних форм "

### Галерея

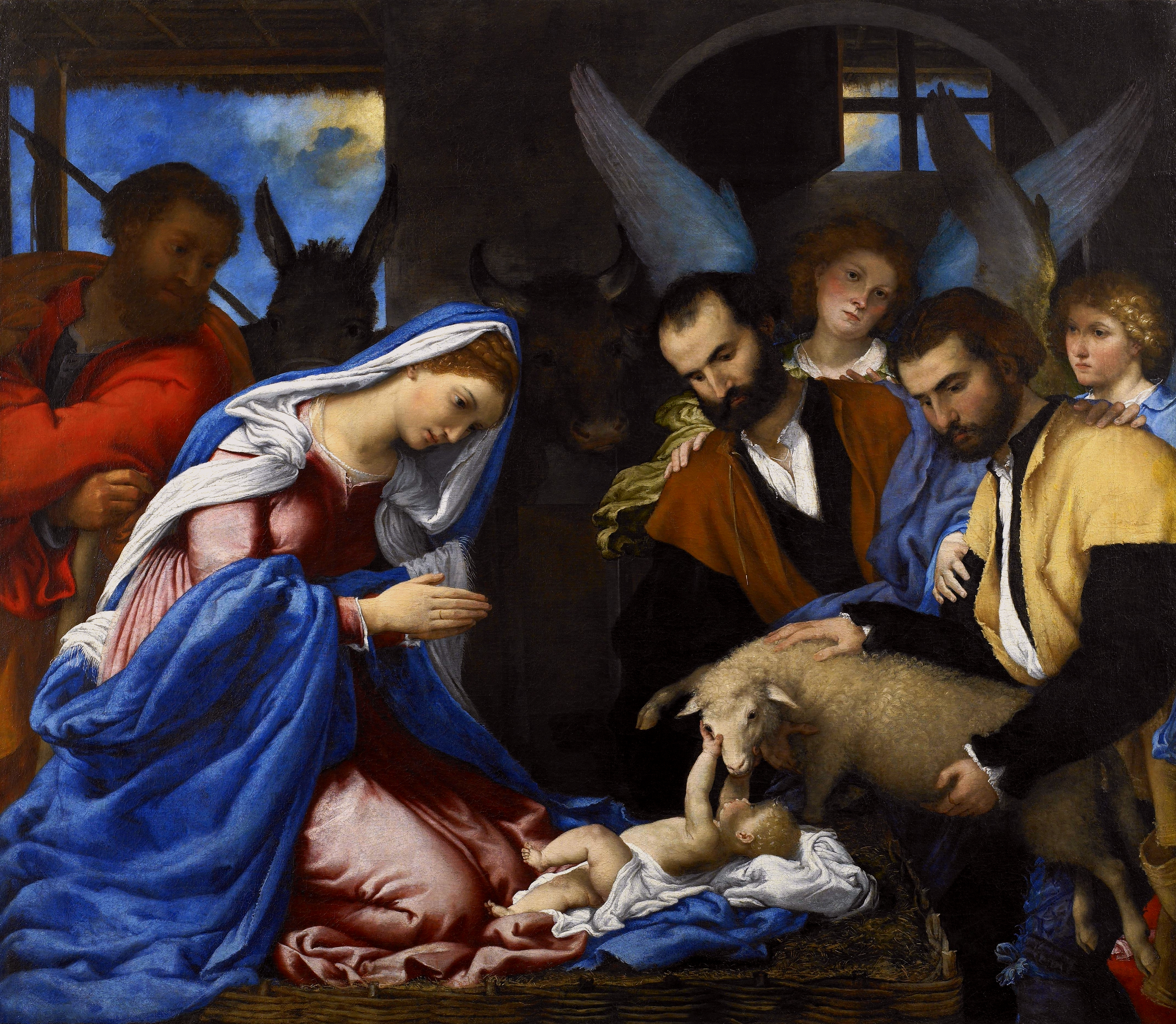
Лоренцо Лотто. «Поклоніня пастухів немовляті Христу», бл. 1534 р. Пінакотека Тозіо-Мартіненго
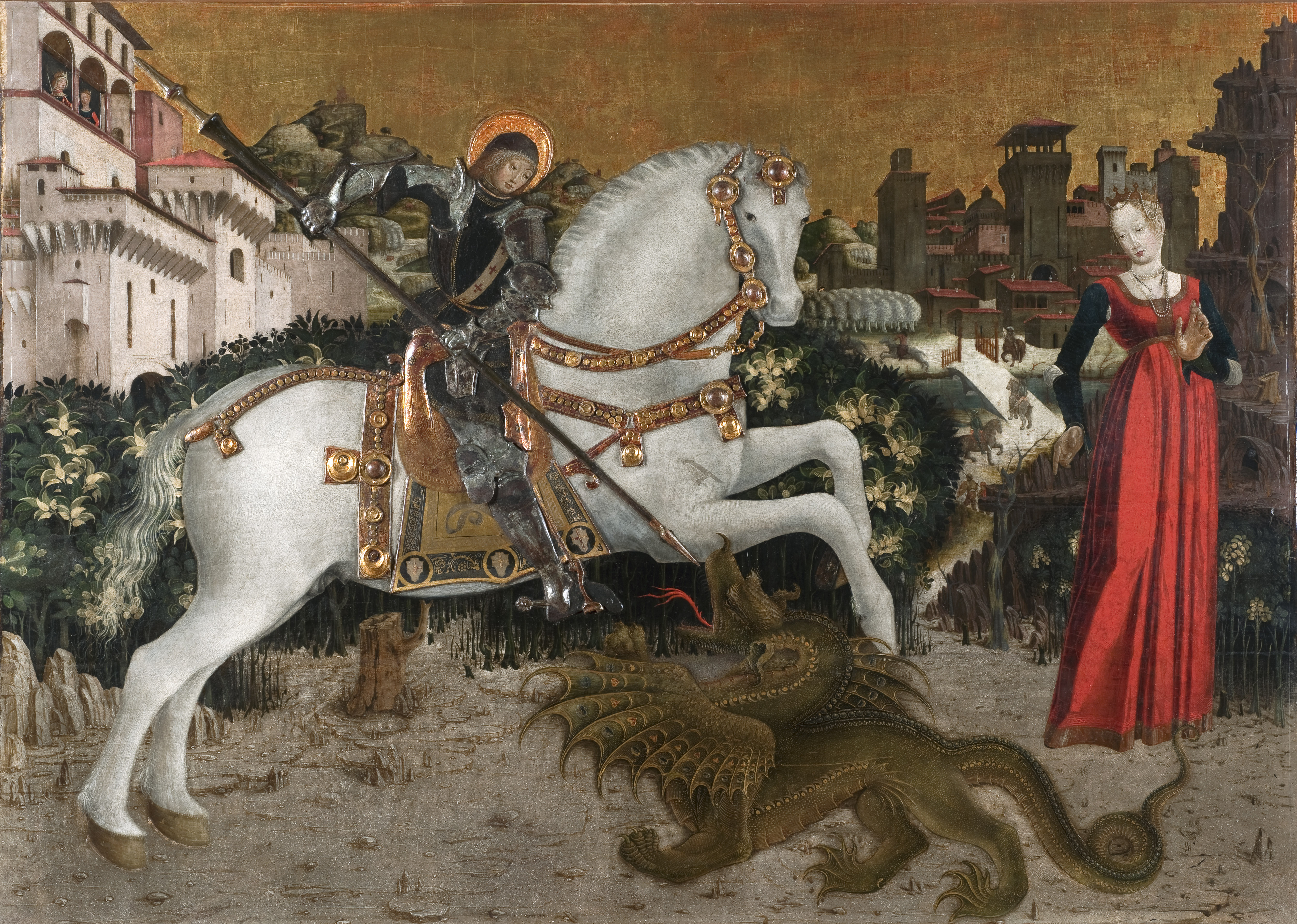
Антоніо Чіконьяра. «Св. Георгій рятує принцесу», 15 ст.
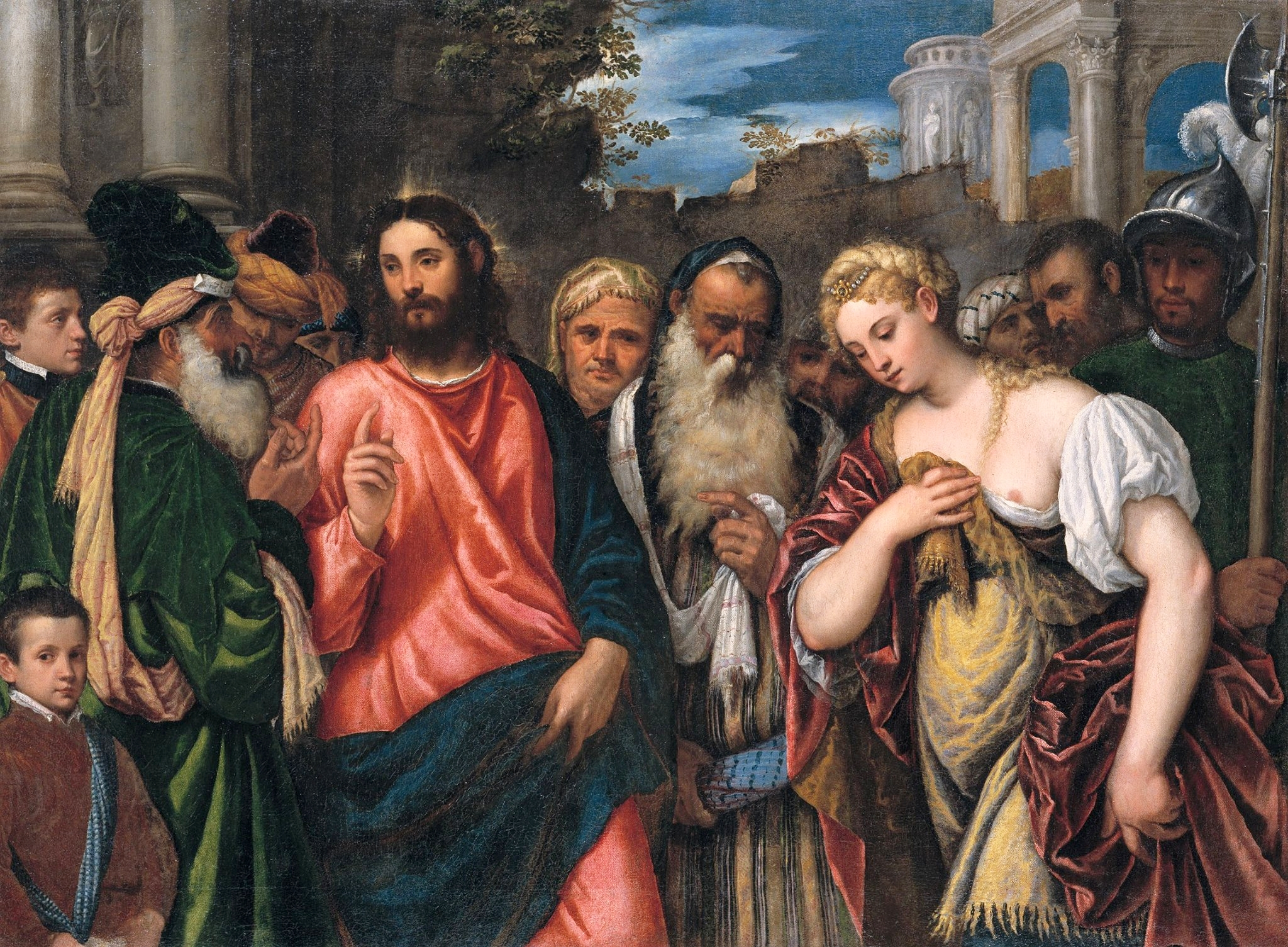
Полідоро да Латанціо. Христос і грішниця, до 1545 р.
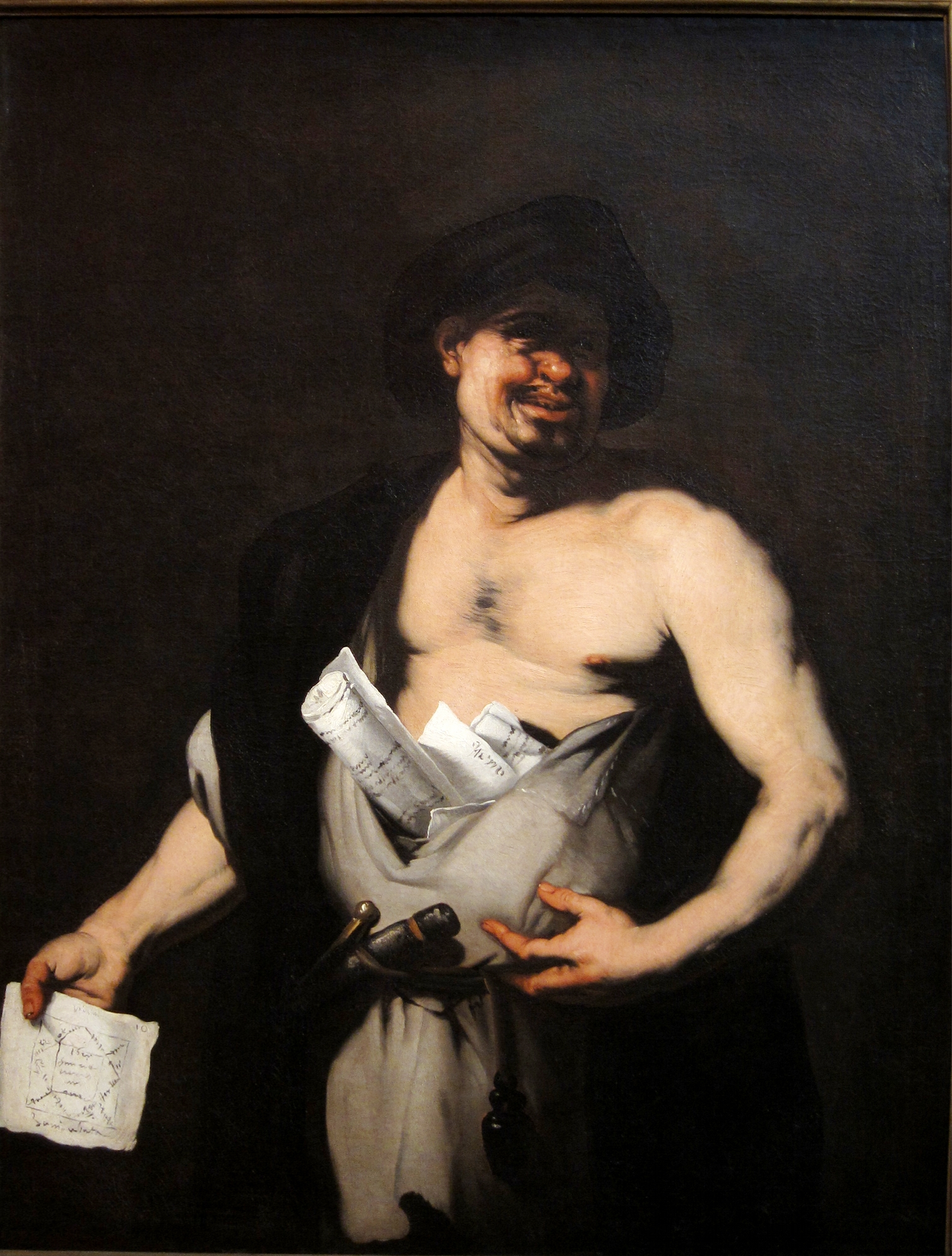
Лука Джордано. «Демокріт»
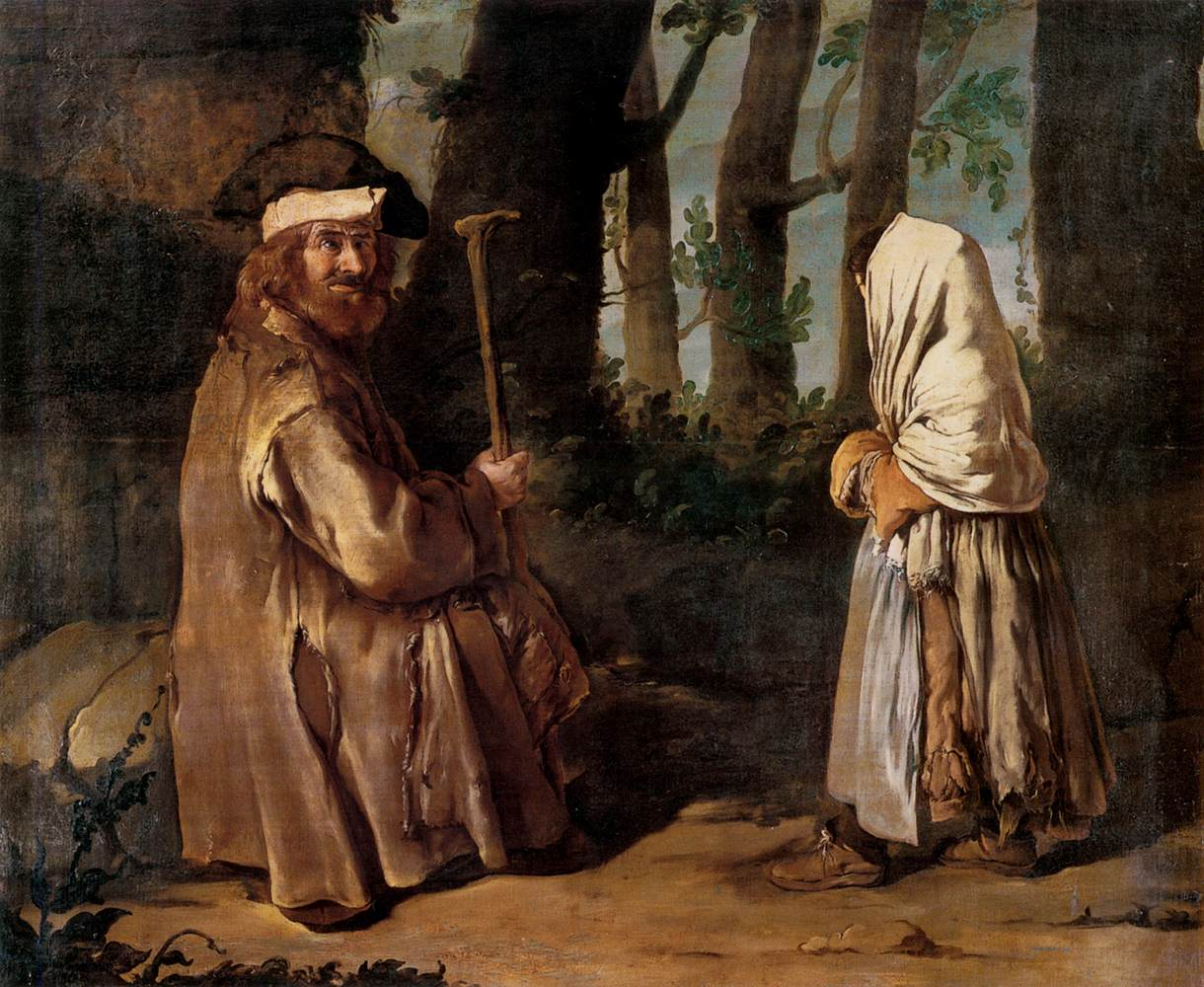
Джакомо Черуті. «Зустріч з жебраками в лісі»

#### Портрети в колекції

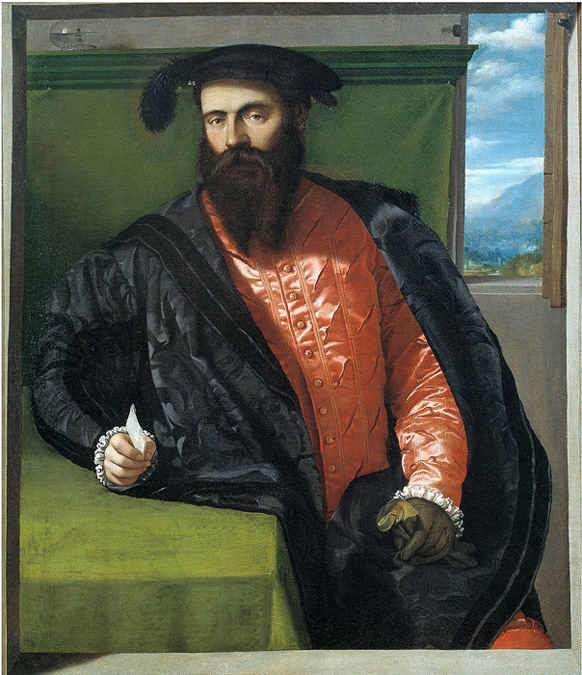
Моретто да Бреша. «Портрет невідомого з листом у руці», бл. 1538 . Пінакотека Тозіо-Мартіненго
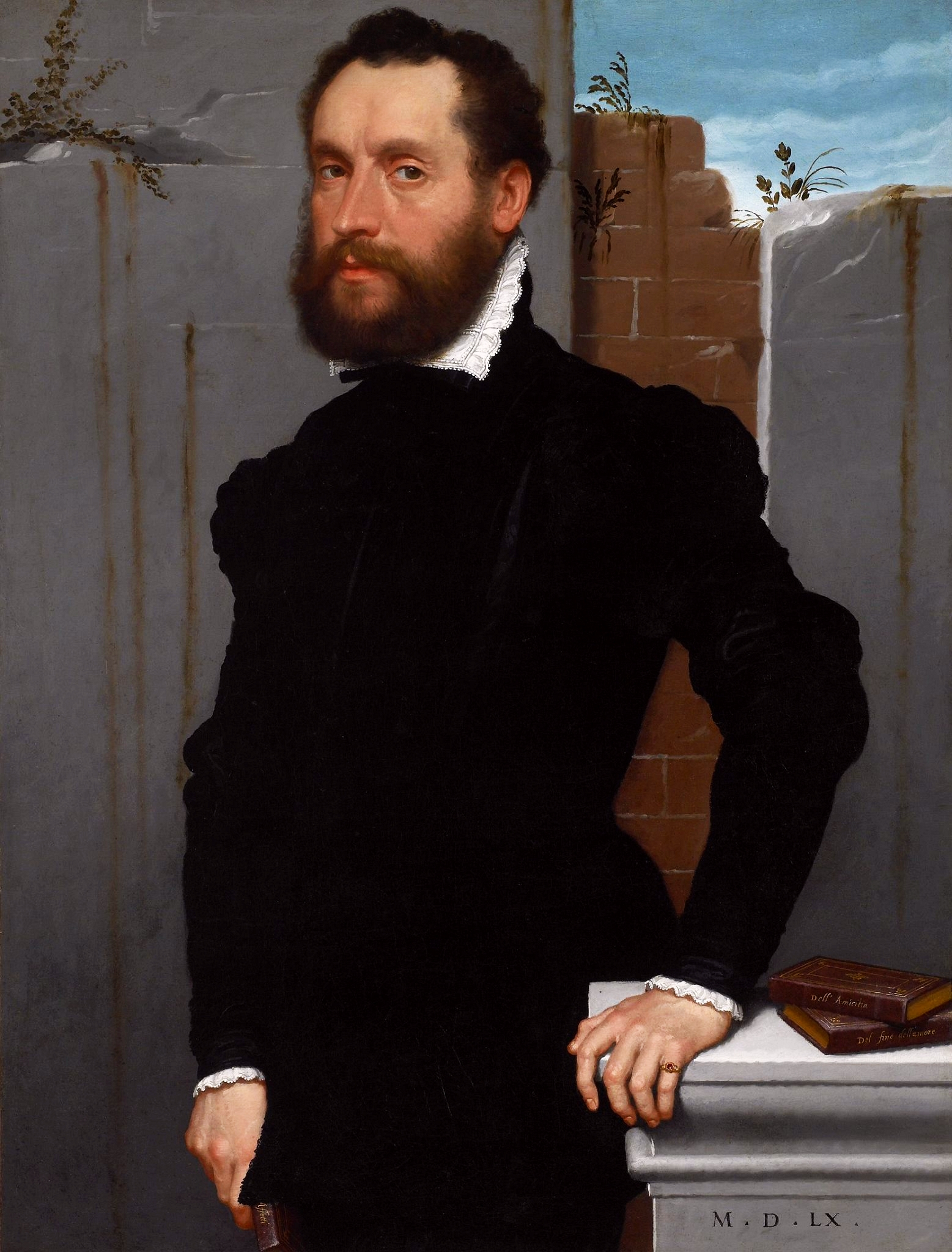
Джованні Баттіста Мороні. «Портрет поета»
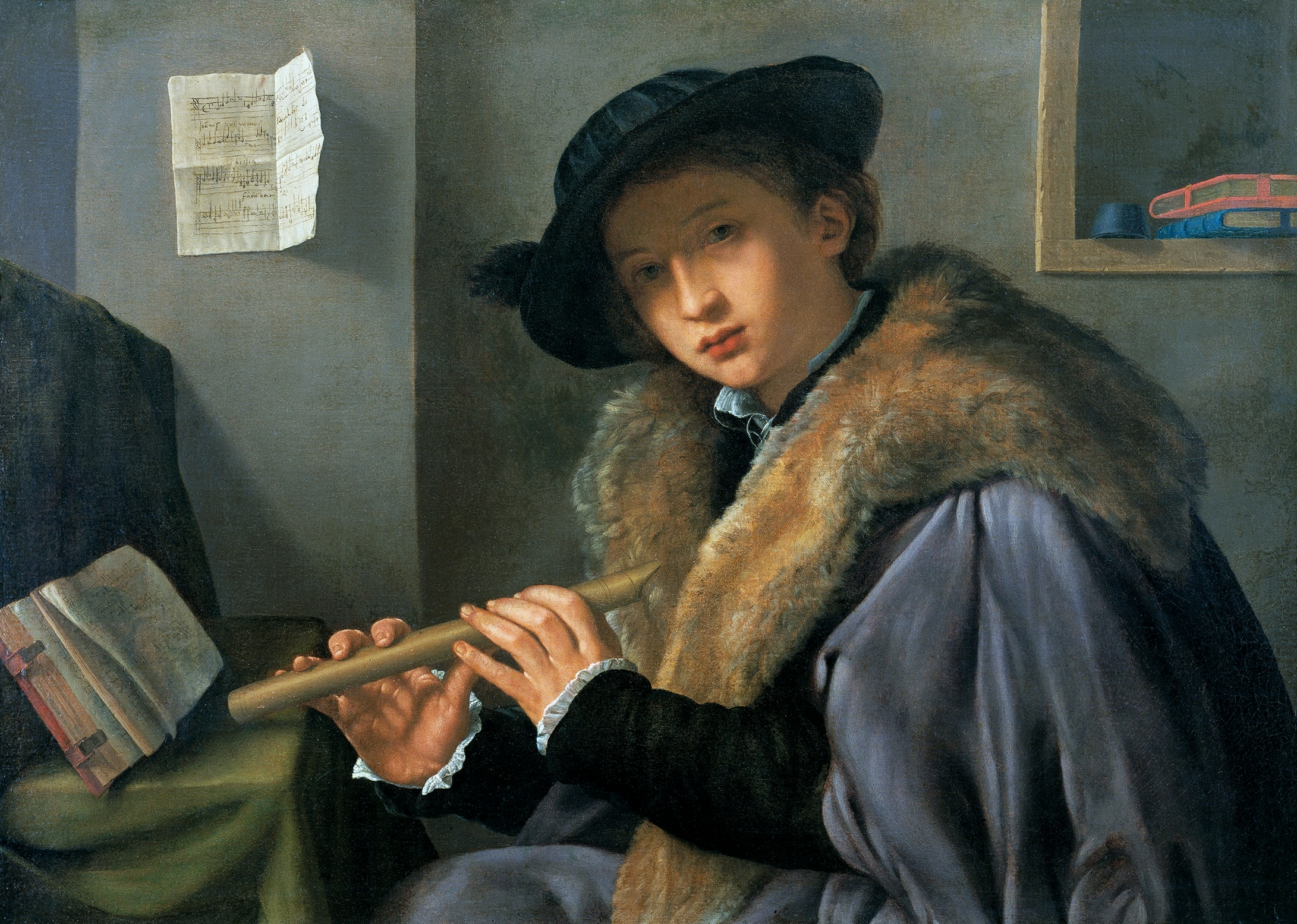
Джованні Джироламо Савольдо. «Флейтист», бл. 1525 р.
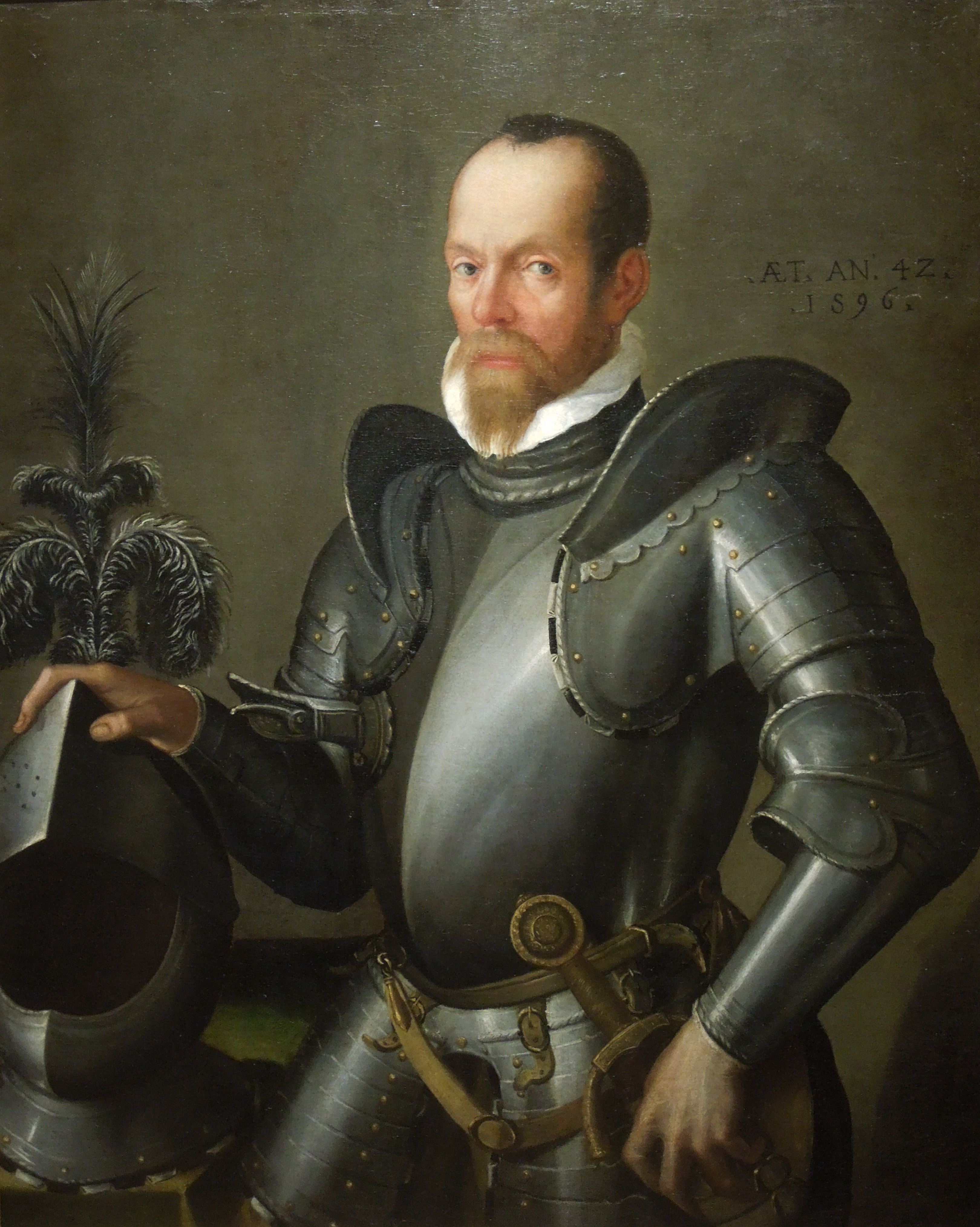
П'єр Марія Баньядоре. «Невідомий в лицарських обладунках», 1596 р.
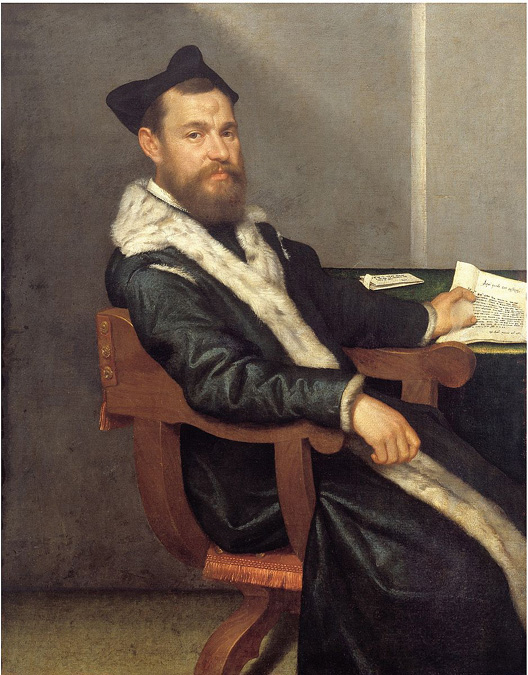
Джованні Баттіста Мороні. «Портрет вченого», 1560 р.